# Chichiș
Chichiș is een Roemeense gemeente in het district Covasna.
Chichiș telt 1615 inwoners.